# Prêmio Romy Schneider
O Prêmio Romy Schneider (em francês: Prix Romy-Schneider) é um prêmio de cinema francês para atrizes de revelação na indústria cinematográfica francesa. 
Criado em 1984, o prêmio é apresentado anualmente em Paris, junto com o Prêmio Patrick-Dewaere (para atores de revelação, antigo Prêmio Jean Gabin). Ele é nomeado em honra da atriz franco-alemã Romy Schneider (1938-1982). A vencedora é escolhida por um juri masculino, enquanto que seu homólogo para atores é escolhido por um júri feminino.

## Laureadas
As seguintes atrizes recompensadas com o prêmio Romy Schneider:
| Ano  | Laureada              | Nacionalidade    |
| 1984 | Christine Boisson     | França           |
| 1985 | Elizabeth Bourgine    | França           |
| 1986 | Juliette Binoche      | França           |
| 1987 | Catherine Mouchet     | França           |
| 1988 | Fanny Bastien         | França           |
| 1989 | Mathilda May          | França           |
| 1990 | Vanessa Paradis       | França           |
| 1991 | Anne Brochet          | França           |
| 1992 | Anouk Grinberg        | França           |
| 1993 | Elsa Zylberstein      | França           |
| 1994 | Sandra Speichert      | Alemanha         |
| 1995 | Sandrine Kiberlain    | França           |
| 1996 | Marie Gillain         | Bélgica          |
| 1997 | Julie Gayet           | França           |
| 1998 | Isabelle Carré        | França           |
| 1999 | Mathilde Seigner      | França           |
| 2000 | Clotilde Courau       | França           |
| 2001 | Hélène de Fougerolles | França           |
| 2002 | Emma de Caunes        | França           |
| 2003 | Ludivine Sagnier      | França           |
| 2004 | Laura Smet            | França           |
| 2005 | Cécile de France      | Bélgica          |
| 2006 | Mélanie Laurent       | França           |
| 2007 | sem premiação         | sem premiação    |
| 2008 | Audrey Dana           | França           |
| 2009 | Déborah François      | Bélgica          |
| 2010 | Marie-Josée Croze     | Canadá           |
| 2011 | Anaïs Demoustier      | França           |
| 2012 | Bérénice Bejo         | França/Argentina |
| 2013 | Céline Sallette       | França           |
| 2014 | Adèle Exarchopoulos   | França           |
| 2015 | Adèle Haenel          | França           |
| 2016 | Lou de Laâge          | França           |
| 2017 | sem premiação         | sem premiação    |
| 2018 | Adeline d'Hermy       | França           |
| 2019 | Diane Rouxel          | França           |